# هتل ایس لس آنجلس
هتل ایس لس آنجلس (انگلیسی: Ace Hotel Los Angeles) یک هتل و سالن تئاتر در لس آنجلس، کالیفرنیا است.
این ساختمان که در سال ۱۹۲۷ ساخته شده دارای ۱۳ طبقه و ۷۳٫۷۶ متر ارتفاع و یک سالن با طرفیت ۱۶۰۰ نفر می‌باشد، هتل ایس که با نام ساختمان یونایتد آرتیستس ساخته شده بود در سال ۱۹۹۱ به عنوان یک اثر تاریخی ثبت ملی شده است.

## نگارخانه

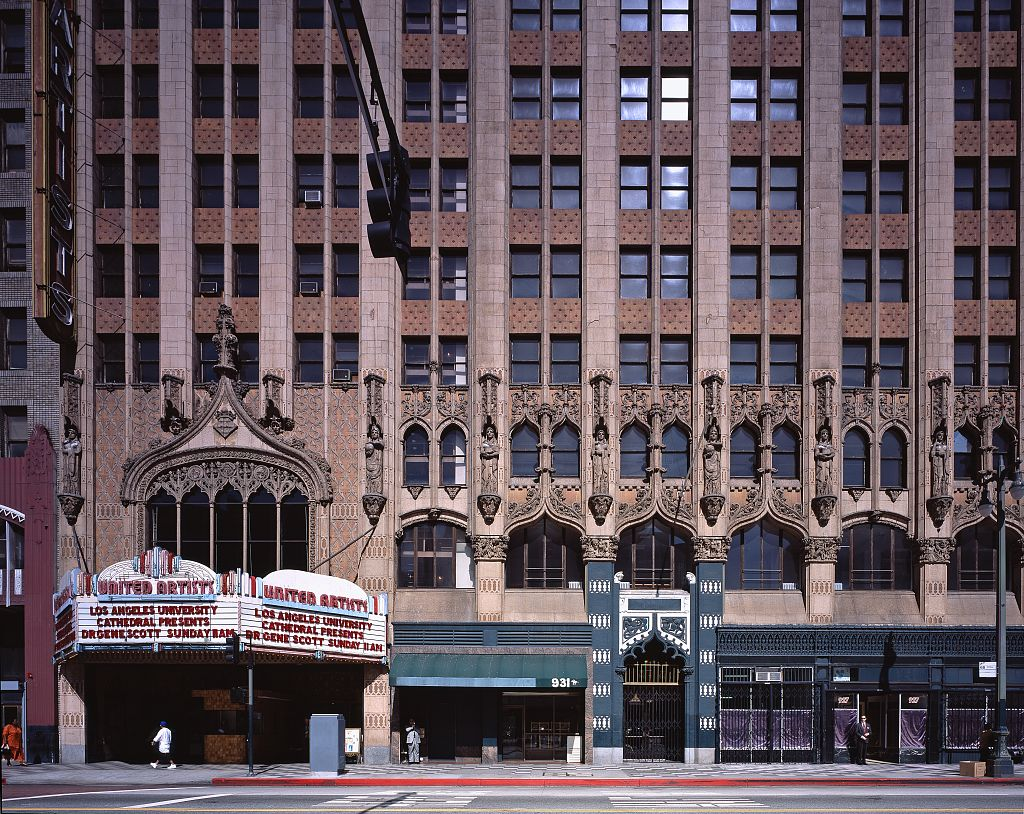
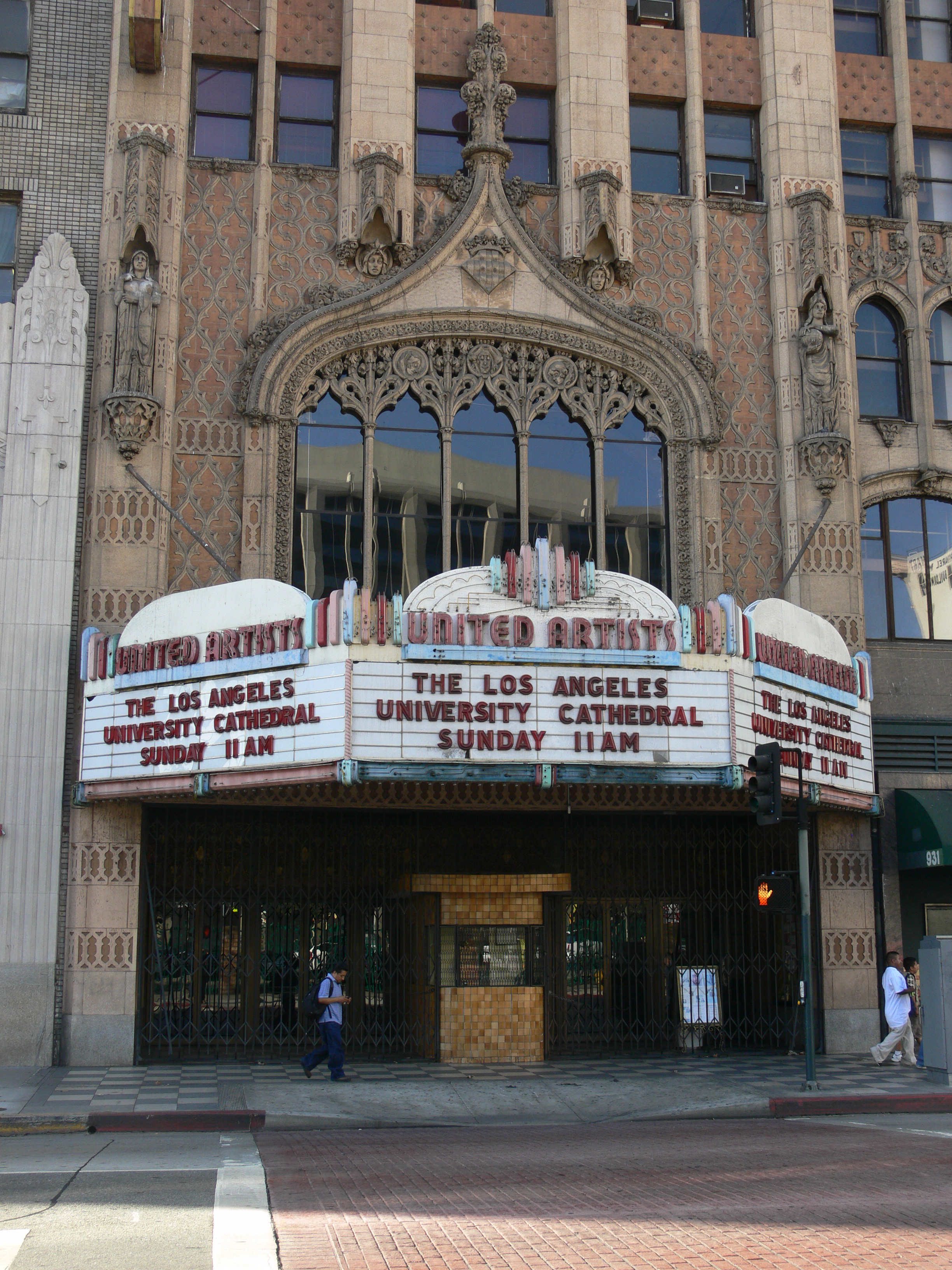